# 大城戸三治
大城戸 三治（おおきど さんじ、1891年（明治24年）4月28日 - 1962年（昭和37年）3月22日）は、日本の陸軍軍人。最終階級は陸軍中将。

## 経歴
兵庫県出身。農業・大城戸卯市の三男として生まれる。柏原中学校（現兵庫県立柏原高等学校）卒業を経て、1913年（大正2年）5月、陸軍士官学校（25期）を卒業。同年12月、歩兵少尉に任官し歩兵第40連隊付となる。1924年（大正13年）11月、陸軍大学校（36期）を優等で卒業。
1925年（大正14年）1月、歩兵第40連隊中隊長となり、参謀本部付勤務（支那班）、参謀本部員、参謀本部付（支那研究員）を務め、1930年（昭和5年）12月から1931（昭和6年）11月まで陸大で専攻学生として学んだ。その後、陸大教官兼参謀本部員、参謀本部員（支那課）、参謀本部付、陸軍省軍務局課員（軍事課）、歩兵第34連隊付などを務め、1936年（昭和11年）8月、歩兵大佐に進級し第3師団司令部付となる。参謀本部付（南京駐在）を経て、1937年（昭和12年）8月、北支那方面軍参謀に発令され日中戦争に出征。1938年（昭和13年）7月、歩兵第76連隊長に転じ張鼓峰事件に出動した。1939年（昭和14年）3月、陸軍少将に進み歩兵第29旅団長に就任して宜昌作戦などに参戦した。
1940年（昭和15年）8月、陸軍省人事局功績調査部長に転じ、1941年（昭和16年）11月、陸軍中将に昇進。1942年（昭和17年）3月、第22師団長に親補され、中国での作戦、警備に従事。同年11月、北支那方面軍参謀長に転じ、1944年（昭和19年）10月、憲兵司令官に就任した。1945年（昭和20年）8月、重謹慎20日の処分を受け、同月20日、東部軍付となり、同年11月、予備役に編入された。1947年（昭和22年）11月28日、公職追放仮指定を受けた。
その後、中部軍管区中部憲兵隊が捕虜の米軍搭乗員を処刑した事件によりBC級戦犯容疑で逮捕され、1949年（昭和24年）1月、終身刑の判決を受け、1958年（昭和33年）4月に仮釈放となった。

## 親族
- 娘婿 岡本道雄（京都大学総長）[1]

## 栄典
勲章
- 1940年（昭和15年）8月15日 - 紀元二千六百年祝典記念章[6]